# Alexandra Ndolo
Alexandra Ndolo (Bayreuth, 13 agosto 1986) è una schermitrice tedesca con cittadinanza keniana, specializzata nella spada.

## Carriera
Nel 2022 ha vinto la medaglia d'argento nella spada individuale ai Mondiali del Cairo.

## Palmarès
- Mondiali

Il Cairo 2022: argento nella spada individuale.
- Europei

Tbilisi 2017: argento nella spada individuale.
Düsseldorf 2019: bronzo nella spada individuale.
- Campionati africani

Il Cairo 2023: oro nella spada individuale.
Casablanca 2024: oro nella spada individuale.
Lagos 2025: oro nella spada individuale.